# Derde Franse Republiek
De Derde Franse Republiek was het republikeinse regime dat Frankrijk bestuurde van 1870 tot 1940, hoewel de grondwet van deze republiek pas in 1875 tot stand kwam. Het was het eerste regime sinds het begin van de Franse Revolutie in 1789, dat het betrekkelijk lang uithield. Tussen 1789 en 1870 hadden meer dan een dozijn regimewissels plaatsgevonden, door volksopstanden, staatsgrepen en oorlogen. Na de Franse capitulatie aan het begin van de Tweede Wereldoorlog in 1940, werd de Derde Republiek vervangen door het autoritaire Vichy-regime, onder leiding van maarschalk Philippe Pétain.
De Derde Franse Republiek was de eerste republiek ter wereld met een echt parlementair systeem. Ze was het toneel van een politiek conflict - de "guerre des deux France" - tussen aan de ene kant een katholiek, conservatief en revanchistisch - monarchistisch Frankrijk, en aan de andere kant  een seculier, progressief en republikeins Frankrijk.

## Ontstaan
De republiek ontstond door de val van het Tweede Franse Keizerrijk als gevolg van de Frans-Duitse Oorlog. Op 2 september 1870 werd het leger van keizer Napoleon III in de Slag bij Sedan verslagen en de keizer zelf gevangen genomen. Meteen daarop braken in Parijs en andere grote Franse steden rellen uit tegen het keizerlijk bewind.
Op 4 september riep de republikeinse volksvertegenwoordiger Léon Gambetta op het stadhuis van Parijs de republiek uit. Meteen daarop vormde hij een Regering van Nationale Verdediging (Gouvernement de la Défense nationale) onder de formele leiding van generaal Louis Trochu. Deze regering zette de oorlog voort. Pas nadat Parijs een beleg van 132 dagen had doorstaan tekende de regering een wapenstilstand. Daardoor konden in het deels bezette Frankrijk op 8 februari 1871 verkiezingen voor een Nationale Vergadering worden gehouden, die een nieuwe grondwet zou moeten opstellen.
Deze verkiezingen leverden een onverwachtse meerderheid van monarchisten op, die voorstanders waren van een snelle vrede. Reeds op 26 februari werd een voorlopig vredesverdrag met Duitsland gesloten onder exorbitante voorwaarden (Frankrijk moest Elzas-Lotharingen afstaan en een enorme vergoeding betalen). De royalistische meerderheid in de Nationale Vergadering, die eerst in Bordeaux, later in Versailles bijeenkwam, verkoos voorlopig de republikeinse regeringsvorm te handhaven, om de herstelde monarchie de vernedering van de nederlaag en de vredesbepalingen te besparen. Radicale republikeinen in Parijs kwamen in opstand en vormden de Commune van Parijs, die na drie maanden werd onderdrukt.
De royalistische meerderheid was echter verdeeld. Op 650 leden van de Nationale Vergadering waren er 182 legitimisten, die Henri d'Artois, graaf van Chambord en kleinzoon van de in 1830 verdreven koning Karel X, als legitieme koning erkenden, en 214 orleanisten, aanhangers van de graaf van Parijs, de kleinzoon van "burgerkoning" Lodewijk Filips. D'Artois was voor de liberale orleanisten onaanvaardbaar omdat hij te veel naar de monarchie van het ancien régime streefde.
In 1873 kwam het tot een compromis waarbij het land een parlementaire monarchie zou worden met de graaf van Chambord als koning Hendrik V, die, omdat hij kinderloos was, zou worden opgevolgd door de graaf van Parijs. Chambord weigerde echter de tricolore van de Franse Revolutie als vlag te aanvaarden, waardoor hij de troon niet kon bestijgen. De royalisten beslisten daarom te wachten met het herstel van de monarchie totdat Chambord zou overlijden.
Intussen had het land nog altijd geen grondwet. Die situatie kon niet blijven duren. De royalisten aarzelden een republikeinse grondwet te aanvaarden. In die situatie groeiden liberale monarchisten en conservatieve republikeinen naar elkaar om het land een regime te bezorgen dat veel weg had van een constitutionele monarchie, maar met een verkozen staatshoofd. De werkelijke regeringsmacht zou echter berusten bij een kabinet van ministers. Bovendien kwam er een tweekamerparlement, waarin een meer conservatieve senaat de macht van een democratisch verkozen kamer inperkte (de republikeinen waren overwegend voor een eenkamerstelsel).
Na enkele mislukte pogingen werd op 30 januari 1875 met een meerderheid van één stem het amendement Wallon aangenomen, waarin voor het eerst de functie van President van de Republiek werd vastgelegd. Daarop was de weg vrij voor de opstelling van drie constitutionele wetten, die samen de constitutie van de Derde Republiek zouden vormen: 
- de wet van 24 februari "over de Senaat";
- de wet van 25 februari 1875 "over de organisatie van de overheid";
- de wet van 16 juli 1875 "over de betrekkingen binnen de overheid".

## Instellingen
Volgens de constitutionele wetten berustte de wetgevende macht bij twee kamers. De Kamer van Afgevaardigden werd voor vier jaar bij algemeen mannenkiesrecht gekozen. De Senaat bestond overwegend uit senatoren die voor negen jaar gekozen werden via colleges van verkozen mandatarissen. Daarin hadden de kleine landelijke gemeenten een zeer grote meerderheid, want iedere gemeente kreeg één afgevaardigde in zo'n kiescollege. Verder werden een aantal senatoren voor het leven gecoöpteerd. De Senaat had daardoor een conservatiever karakter dan de Kamer, maar met vrijwel evenveel bevoegdheden. De President kon de Kamer ontbinden, mits de Senaat hiermee instemde.
Kamer en Senaat vormden samen de Nationale Vergadering, die de President van de Republiek koos voor een termijn van zeven jaar. Elke beslissing van de president moest medeondertekend worden door een minister en enkel de ministers waren verantwoordelijk voor het parlement.

## Evolutie
Aanvankelijk hadden de monarchisten een meerderheid in het parlement, maar na enige tijd verschoof dit naar de liberalen en met name naar hun radicale vleugel. Deze stroming heeft in talloze elkaar aflossende coalities Frankrijk tientallen jaren bestuurd. In die tijd werden kerk en staat gescheiden, werden wetgeving en onderwijs seculier van karakter en werd de godsdienst een privé-aangelegenheid.
Na de Tweede Wereldoorlog kwam de Derde Republiek niet meer terug. In oktober 1946 werd de Vierde Franse Republiek gesticht.

## Koloniale expansie
Tijdens de Derde Republiek breidde de Franse koloniale overheersing zich aanzienlijk uit. Viëtnam vormde samen met Cambodja en Laos in 1887 Frans Indochina. In 1881 werd een protectoraat opgericht in Tunesië en grote gebieden in Noordwest-Afrika in wat nu Mauritanië, Senegal, Guinee, Mali, Ivoorkust, Benin, Niger, Burkina Faso, Tsjaad, de Centraal-Afrikaanse Republiek en de Republiek Congo is, kwamen onder Franse invloed. In 1912 werd Marokko ook een Frans protectoraat.

## Presidenten van de Derde Franse Republiek
- Adolphe Thiers, 1871-1873
- Patrice de Mac Mahon, 1873-1879
- Jules Grévy, 1879-1887
- Marie François Sadi Carnot, 1887-1894
- Jean Casimir-Perier, 1894-1895
- Félix Faure, 1895-1899
- Émile Loubet, 1899-1906
- Armand Fallières, 1906-1913
- Raymond Poincaré, 1913-1920
- Paul Deschanel, februari 1920 - september 1920
- Alexandre Millerand, 1920-1924
- Gaston Doumergue, 1924-1931
- Paul Doumer, 1931-1932
- Albert Lebrun, 1932-1940